# Don Giovanni
Don Giovanni Tenorio (in spagnolo don Juan Tenorio) è un personaggio del teatro e della letteratura spagnola fin dal XIV secolo.
Comparso per la prima volta nel 1632 nella commedia di Tirso de Molina L'ingannatore di Siviglia e il convitato di pietra (titolo originale El Burlador de Sevilla y convidado de piedra), è stato poi ripreso da Molière nel 1665 con la tragicommedia Don Giovanni o Il convitato di pietra alla quale si è ispirato il coreografo Gasparo Angiolini per realizzare nel 1761 il balletto pantomimo Don Juan ou Le festin de pierre, in collaborazione con Christoph Willibald Gluck per la musica e Ranieri de' Calzabigi per il libretto. Il personaggio è stato poi reso celebre dall'opera lirica Il dissoluto punito ossia il Don Giovanni di Wolfgang Amadeus Mozart (1787) e in seguito riutilizzato da vari autori nel teatro e nella letteratura: Carlo Goldoni, Lord Byron, Aleksandr Sergeevič Puškin, José Zorrilla, José de Espronceda o ancora José Saramago e Jacinto Grau Delgado.
In italiano e in spagnolo il termine dongiovanni è usato oggi come sinonimo di donnaiolo, sciupafemmine, latin lover, con la stessa accezione del termine Casanova.

## Personaggio

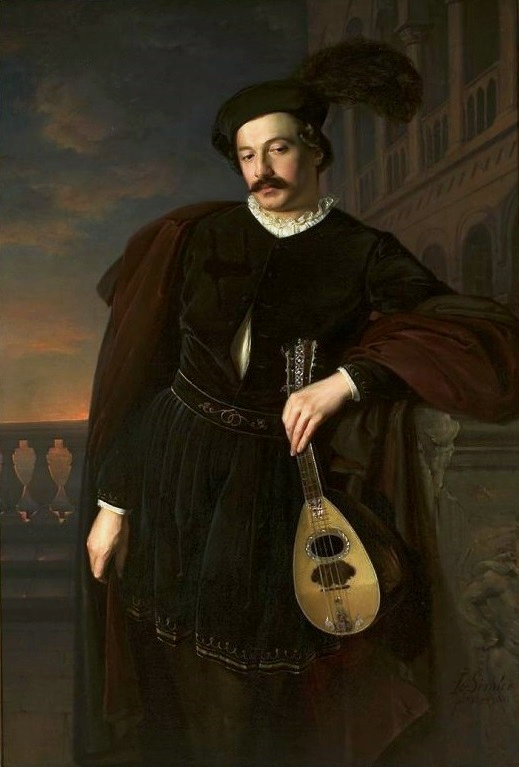
Rappresentazione del personaggio in un dipinto di Józef Simmler.

Don Juan Tenorio è un libertino che passa il tempo a sedurre donne  e a doversi poi scontrare con i rispettivi uomini. Coraggioso, audace e incosciente, non rispetta nessuna legge umana o divina.
A seconda delle diverse versioni, don Giovanni, alla fine della storia, arriva a pentirsi della sua vita, passata a sedurre donne e a scontrarsi con i rispettivi mariti o amanti.

## Opere ispirate al personaggio

### Teatro e letteratura
- 1630 - L'ingannatore di Siviglia e il convitato di pietra, commedia di Tirso de Molina
- 1651 - Il nuovo risarcito convitato di pietra, dramma per musica di Giovan Battista Andreini
- 1652 - Il convitato di pietra, dramma di Onofrio Giliberto, stampato in Napoli per Francesco Savio, disperso
- 1665 - Don Giovanni o Il convitato di pietra (Dom Juan ou Le festin de pierre), tragicommedia di Molière
- 1735 - Don Giovanni Tenorio, tragicommedia di Carlo Goldoni
- 1761 - Don Juan ou le festin de pierre, balletto pantomimo di Gasparo Angiolini, Christoph Willibald Gluck e Ranieri de' Calzabigi
- 1787 - Don Giovanni o sia Il convitato di pietra, opera di  Giuseppe Gazzaniga su libretto di Giovanni Bertati
- 1787 - Il dissoluto punito ossia il Don Giovanni, opera di Wolfang Amadeus Mozart su libretto di Lorenzo da Ponte
- 1822 - Don Giovanni, poema di George Gordon Byron
- 1830 - Il convitato di pietra, dramma di Aleksandr Sergeevič Puškin
- 1840 - Lo studente di Salamanca, poema di José de Espronceda
- 1841 - Diario del seduttore, libro estratto dalla ben più corposa opera Aut-Aut. romanzo saggio filosofico di Søren Kierkegaard, solo lontanamente ispirato alla figura di Don Giovanni
- 1844 - Don Giovanni Tenorio, dramma di José Zorrilla
- 1857 - "La fine di Don Giovanni", poesia da "I fiori del male" di Baudelaire
- 1887 - Don Giovanni explains Don Giovanni si rivela, dramma di George Bernard Shaw
- 1921 - L'ultima notte di Don Giovanni, dramma di Edmond Rostand
- 1936 - Don Giovanni ritorna dalla guerra, dramma di Ödön von Horváth
- 1945 - Don Giovanni, libro estratto dalla ben più corposa opera Aut-Aut. Critica musicale di Søren Kierkegaard
- 1953 - Don Giovanni o l'amore per la geometria, commedia di Max Frisch
- 1966 - Vita avventure e morte di Don Giovanni, libro di Giovanni Macchia
- 1976 - Don Juan, commedia di Dacia Maraini
- 2003 - Don Giovanni innamorato, romanzo di Tomaso Kemeny, Don Giovanni riattualizzato agli anni 2000
- 2004 - Storie di Don Giovanni, libro di Guido Davico Bonino
- 2005 - Don Giovanni, o Il dissoluto assolto, pièce teatrale di José Saramago
- 2007 - Il diario segreto di Don Giovanni, romanzo di Carlton Abrams Douglas
- 2009 - Processo a Don Giovanni, accusato di omicidio e tentato stupro nell'opera di L. Da Ponte e W. A. Mozart, "Autentico Falso d'Autore" di Vittorio Caratozzolo, Napoli, Guida, 2009
- Don Giovanni. Avventura favolosa di un viaggiatore entusiasta, libro di E.T.A. Hoffmann
- L'elisir di lunga vita, libro di Honoré de Balzac
- Le anime del purgatorio, libro di Prosper Mérimée
- Il più bell'amore di Don Giovanni, libro di Jules Barbey d'Aurevilly
- Una notte di Don Giovanni, libro di Gustave Flaubert
- I mariti, libro di Théodore de Banville
- L'ultima avventura, libro di Pedro Antonio de Alarcón
- Don Giovanni in paradiso, libro di Catulle Mendès
- L'ultima illusione di Don Giovanni, libro di Emilia Pardo Bazán
- Il segreto di Don Giovanni, libro di Remy de Gourmont
- La confessione di Don Giovanni, libro di Bernard Lazare
- L'uomo di tutte le donne, libro di Luigi Pirandello
- La fine di Don Giovanni, libro di Ferdinando Di Giorgi
- Don Giovanni e la passante, libro di Pierre-Henri Roché
- Colui che non poté amare, libro di Giovanni Papini
- Lo specchio a 3 facce, libro di Paul Morand
- La confessione di Don Juan, libro di Karel Čapek

### Musica
- 1669 - L'empio punito, musica di Alessandro Melani, libretto di Filippo Acciaiuoli,
- 1761 - Don Juan, balletto di Christoph Willibald Gluck
- 1776 - Il convitato di pietra ossia Il dissoluto, opera buffa di Vincenzo Righini
- 1783 - Il convitato di pietra, opera buffa di Giacomo Tritto su libretto di Giovanni Battista Lorenzi
- 1787 - Don Giovanni o sia Il convitato di pietra, opera di Giuseppe Gazzaniga su libretto di Giovanni Bertati
- 1787 - Il dissoluto punito ossia il Don Giovanni, opera di Wolfgang Amadeus Mozart su libretto di Lorenzo Da Ponte
- 1832 - Il convitato di pietra di Giovanni Pacini su libretto di Gaetano Barbieri
- 1841 - Reminiscenze dal Don Giovanni, brano per pianoforte di Franz Liszt basato su motivi dell'opera di Mozart
- 1869 - Il convitato di pietra, opera di Aleksandr Dargomyžskij che ha come libretto il dramma di Puškin
- 1888 - Don Juan, poema sinfonico di Richard Strauss
- 1963 - Don Giovanni, quattro scene in uno o due atti di Gian Francesco Malipiero (libretto dell'autore dalla piccola tragedia omonima di A. Puškin)
- 1986 - Don Giovanni, album di Lucio Battisti su parole di Pasquale Panella

### Cinema e televisione
- 1916 - Don Giovanni, film diretto da Edoardo Bencivenga
- 1922 - Don Juan, film diretto da Edwin J. Collins
- 1922 - Don Juan, film diretto da Albert Heine e Robert Land
- 1926 - Don Giovanni e Lucrezia Borgia, film diretto da Alan Crosland, ricordato per essere il primo film accompagnato da sonoro della storia
- 1934 - Le ultime avventure di Don Giovanni, film diretto da Alexander Korda, titolo originale: The private life of Don Juan. Commedia drammatica di produzione britannica basata sulla figura del Don Giovanni e sull'opera teatrale L'homme à la Rose di Henry Bataille.
- 1942 - Don Giovanni, film diretto da Dino Falconi
- 1967 - Don Giovanni, film per la TV diretto da Vittorio Cottafavi
- 1970 - Don Giovanni, film diretto da Carmelo Bene tratto da Il più bell'amore di Don Giovanni, racconto di Jules Barbey d'Aurevilly
- 1979 - Don Giovanni, film-opera diretto da Joseph Losey.
- 1991 - "Il cliente illustre", in Il taccuino di Sherlock Holmes, serie TV, ep. 3x5, 1991
- 2010 - Juan, film-opera cantato in inglese, diretto da Kasper Holten

#### Film parodisticidivertissementgrotteschi
- 1955 - Il grande seduttore
- 1960 - L'occhio del diavolo, film diretto da Ingmar Bergman
- 1971 - Le calde notti di Don Giovanni, film diretto da Alfonso Brescia
- 1983 - Nella serie di cartoni animati Calendar Men, facente parte del filone delle Time Bokan, il personaggio che aspira alla mano della cattiva di turno ha il nome (nella traduzione italiana) di Don Giovanni

#### Film ispirati alla figura di Don Giovanni
- 1962 - Don Giovanni, film diretto da Philippe de Broca
- 1966 - Don Giovanni in Sicilia, film diretto da Alberto Lattuada
- 1967 - John il bastardo, film diretto da Armando Crispino, rivisitazione western della storia di Don Giovanni, con protagonista il pistolero di origini messicane Don John Donald Tenorio
- 1995 - Don Juan De Marco - Maestro d'amore, film diretto da Jeremy Leven
- 2009 - Io, Don Giovanni, film diretto da Carlos Saura
- 2011 - Shame, film diretto da Steve McQueen
- 2013 - Don Jon, film scritto, diretto e interpretato da Joseph Gordon-Levitt